# 舒瓦西耶河
舒瓦西耶河（法語：Choisille，法語發音：[ʃwazij]）是法国中央-盧瓦爾河谷大區安德尔-卢瓦尔省的河流，是卢瓦尔河的右支流，长25.8千米。